# Gérard Blanckaert
Pour les articles homonymes, voir Blanckaert.
Gérard Étienne Lucien Fortuné Corneille Blanckaert, né à Bergues le 4 janvier 1911 et mort à Armentieres le 20 mai 1983, est un dessinateur et graveur sur bois français.

## Biographie
Élève de Paul Adrien Bouroux, il expose au Salon des artistes français en 1930 et 1931.